# 일본밭쥐
일본밭쥐(Microtus montebelli)는 비단털쥐과에 속하는 설치류의 일종이다. 일본에서만 발견된다.
다갈색의 꼬리가 짧은 설치류이다. 다 자랐을 때, 꼬리 길이 2.9~5.0cm를 제외한 몸길이가 9.5~13.6cm이고 몸무게는 22~62g 정도이다. 남부 지역에 서식하는 개체가 몸이 더 큰 편이다. 등 쪽의 털 색은 갈색 또는 다갈색부터 거무스레한 황적색을 띠지만 배 쪽은 회백색이다. 혼슈와 규슈, 사도가섬, 노토섬에 분포한다. 조림지와 고산 지역의 눈잣나무 지대. 하천이나 논밭 등의 땅 아래 50cm 사이에 그물망 형태의 굴을 파고 생활한다. 벼과와 국화과 풀을 주로 먹는다. 겨울이 되면 둥지 구멍에 식량을 저장한다. 겨울에는 눈 아래에 굴을 판다. 때로는 개체수가 크게 증가하여 벼와 고구마, 당근과 같은 뿌리채소와 조림지 등의 나무와 과수에 큰 피해를 줄 수 있다. 포식자는 족제비와 솔개, 뱀 등이다.
야행성 동물로 일몰과 일출 전 2~3시간 동안 활동하는 경우가 많다. 갓 태어난 새끼는 털이 눈을 덮고 있다. 생후 6일이면 앞니가 나고 생후 10일 정도가 되면 눈을 뜨고 둥지 주위를 돌아 다닐 수 있게 된다. 수명은 약 1년으로 수컷이 암컷보다 더 길다.